# Macrodactylus nobilis
Macrodactylus nobilis är en skalbaggsart som beskrevs av Frey 1963. Macrodactylus nobilis ingår i släktet Macrodactylus och familjen Melolonthidae. Inga underarter finns listade i Catalogue of Life.